# Independent Regulators Group Information Sharing
L’Independent Regulators Group Information Sharing (IRGIS) est un groupe d’autorité administrative indépendante européennes  de régulation des télécommunications.

## Membres
- Allemagne : Agence fédérale des réseaux (Die Bundesnetzagentur für Elektrizität, Gas, Telekommunikation, Post und Eisenbahnen, BNetzA)
- Autriche : Rundfunk und Telekom Regulierungs-GmbH (RTR)
- Belgique : Institut belge des services postaux et des télécommunications (IBPT)
- Bulgarie : Комисията за защита на конкуренцията (КЗК) CRC
- Chypre : Office of the Commissioner for Telecommunications and Postal Regulation (OCTPR)
- Danemark : Telestyrelsen - National Telecom Agency (NTA)
- Espagne : Comisión del Mercado de las Telecomunicaciones (CMT)
- Estonie : Sideamet
- Finlande : Viestintävirasto (Finnish Communications Regulatory Authority) FICORA
- France : Autorité de régulation des communications électroniques et des postes (ARCEP)
- Grèce : National Telecommunications and Post Commission (EETT)
- Hongrie : Hírközlési Felügyelet (HIF)
- Irlande : Commission for Communications Regulation (COMREG)
- Islande : Post and Telecom Administration (PTA)
- Italie : Autorità per le garanzie nelle comunicazioni (AGCOM)
- Lettonie : Sabiedrisko pakalpojumu regulesanas komisija (SPRK)
- Liechtenstein : Office for Communications (AK)
- Lituanie : Rysiu reguliavimo tarnybos (RRT)
- Luxembourg : Institut Luxembourgeois des Télécommunications (ILT)
- Malte : Malta Communications Authority (MCA)
- Norvège : Norwegian Post and Telecommunications Authority (NPT)
- Pays-Bas : Onafhankelijke Post en Telecommunicatie Autoriteit (OPTA)
- Pologne : Urząd Regulacji Telekomunikacji i Poczty (URTIP)
- Portugal : Autoridade Nacional de Comunicações (ANACOM)
- Roumanie : Romanian Regulatory Authority for Communications (ANRC)
- Royaume-Uni : Office of Communications (OFCOM)
- Slovaquie : Telekomunikacný úrad Slovenskej republiky (TO)
- Slovénie : Agencija za telekomunikacije, radiodifuzijo in posto (ATRP)
- Suède : Post & Telestyrelsen (National Telecoms Agency) (PTS)
- Suisse : Office Fédéral de la Communication
- Tchéquie : Český telekomunikační úřad (CTU)